# 新潟県道295号下戸倉五泉線

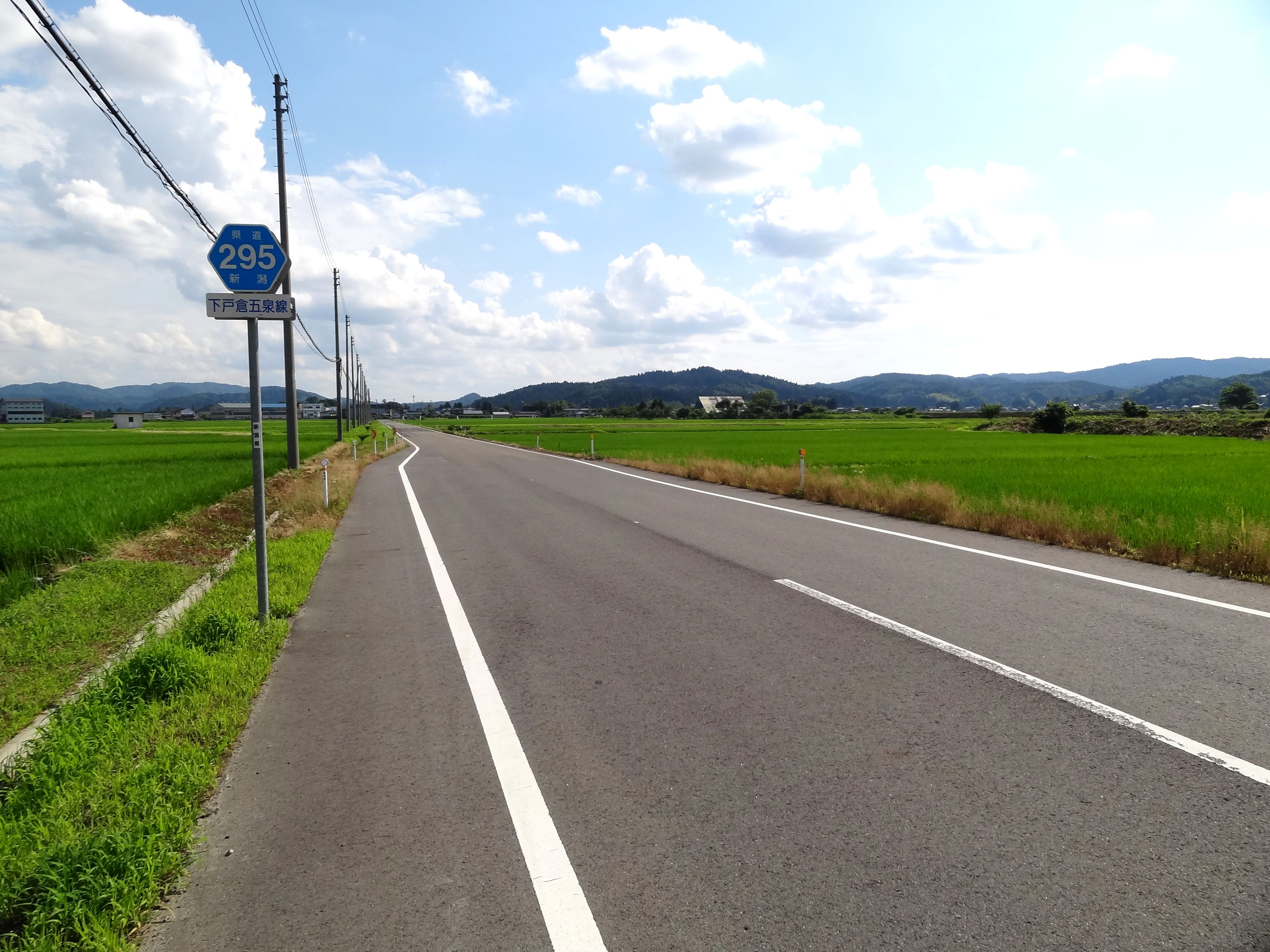
五泉市笹野町付近

新潟県道295号下戸倉五泉線（にいがたけんどう295ごう しもとぐらごせんせん）は、新潟県五泉市内を通る一般県道である。

## 概要

### 路線データ
- 起点：新潟県五泉市下戸倉字原（新潟県道226号出戸村松線交点）
- 終点：新潟県五泉市能代字家の前（新潟県道55号新潟五泉間瀬線交点）

## 地理

### 通過する自治体
- 新潟県五泉市

### 接続する道路
- 新潟県道226号出戸村松線（起点：五泉市下戸倉字原）
- 新潟県道511号牧上野線（五泉市上野字宮ノ前甲）
- 国道290号（五泉市上野字宮ノ前甲（「県道511号」交点） - 中野橋交差点で重複）
- 新潟県道437号別所南田中線（南田中交差点）（「国道290号」重複区間）
- 新潟県道67号村松田上線（中野橋交差点）
- 新潟県道231号新関橋田村松線（五泉市千原 - 五泉市町屋で重複）
- 新潟県道55号新潟五泉間瀬線（終点：五泉市能代字家の前）

### 周辺
- 五泉市立大蒲原小学校
- 大蒲原郵便局
- JA新潟みらい 五泉農機センター（大蒲原センター）